# Lukas Kampa

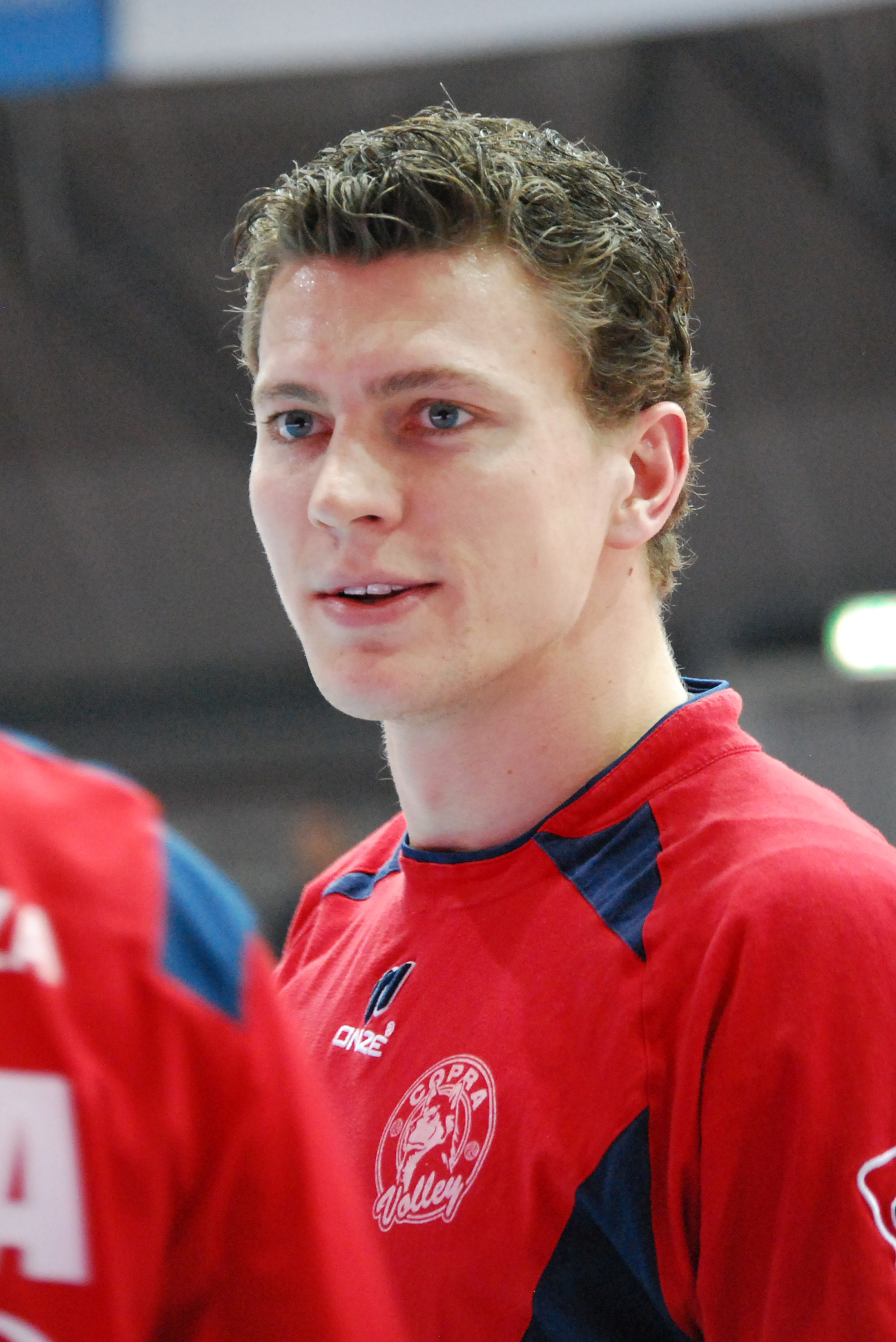
Lukas Kampa zawodnikiem Copra Elior Piacenza

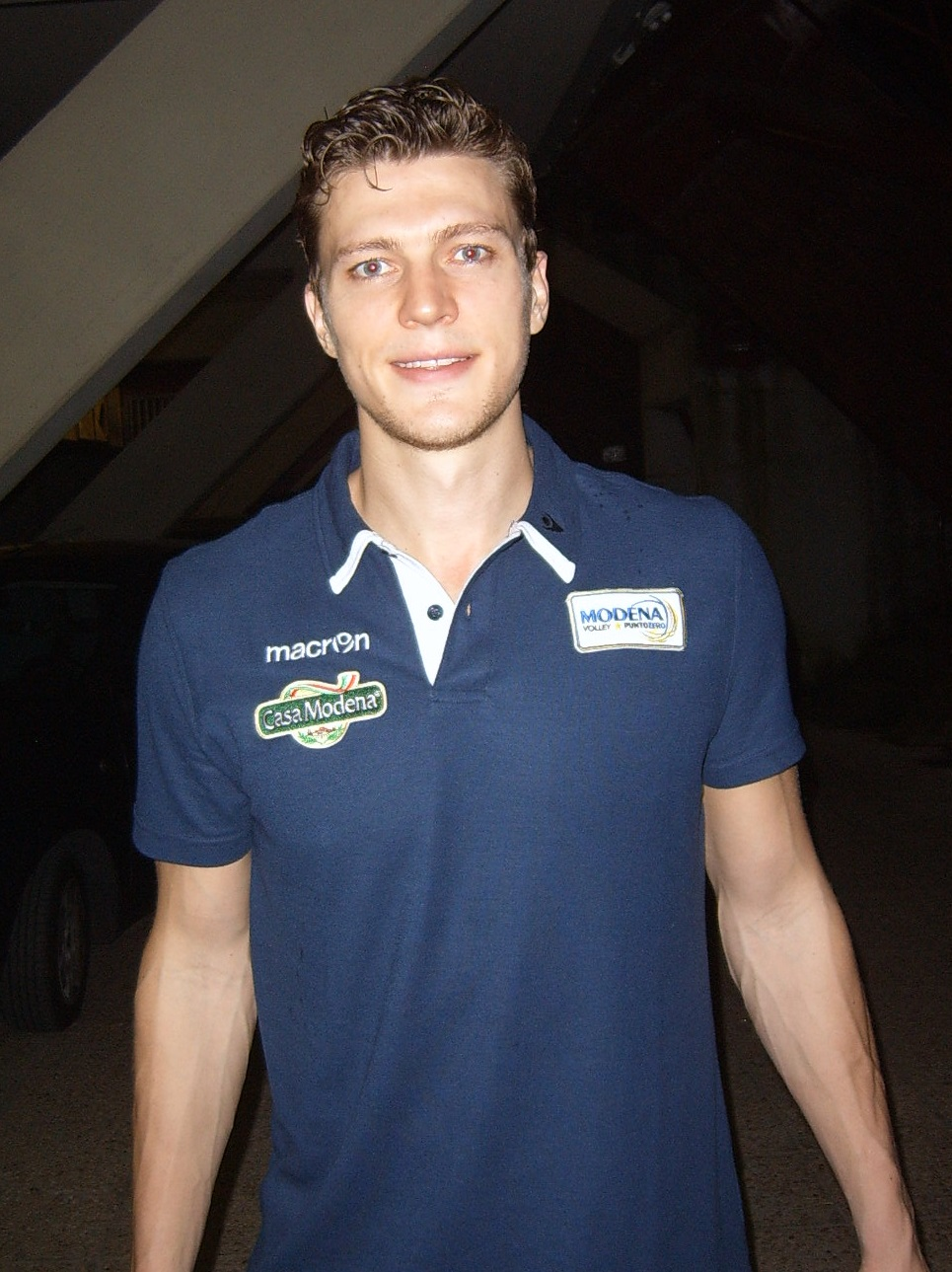
Lukas Kampa zawodnikiem Casy Modena

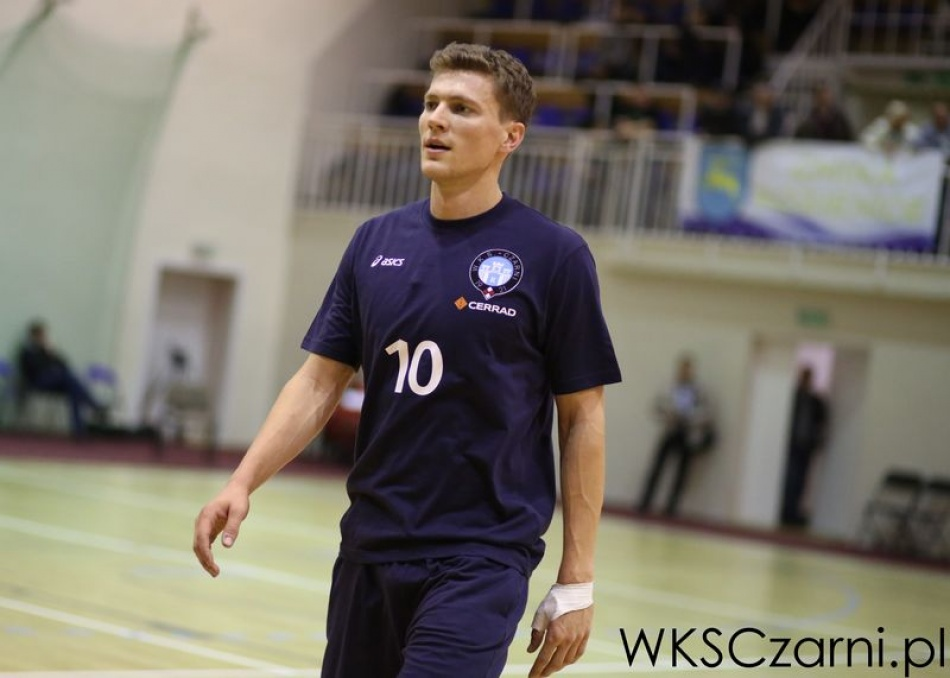
Lukas Kampa zawodnikiem Cerradu Czarnych Radom

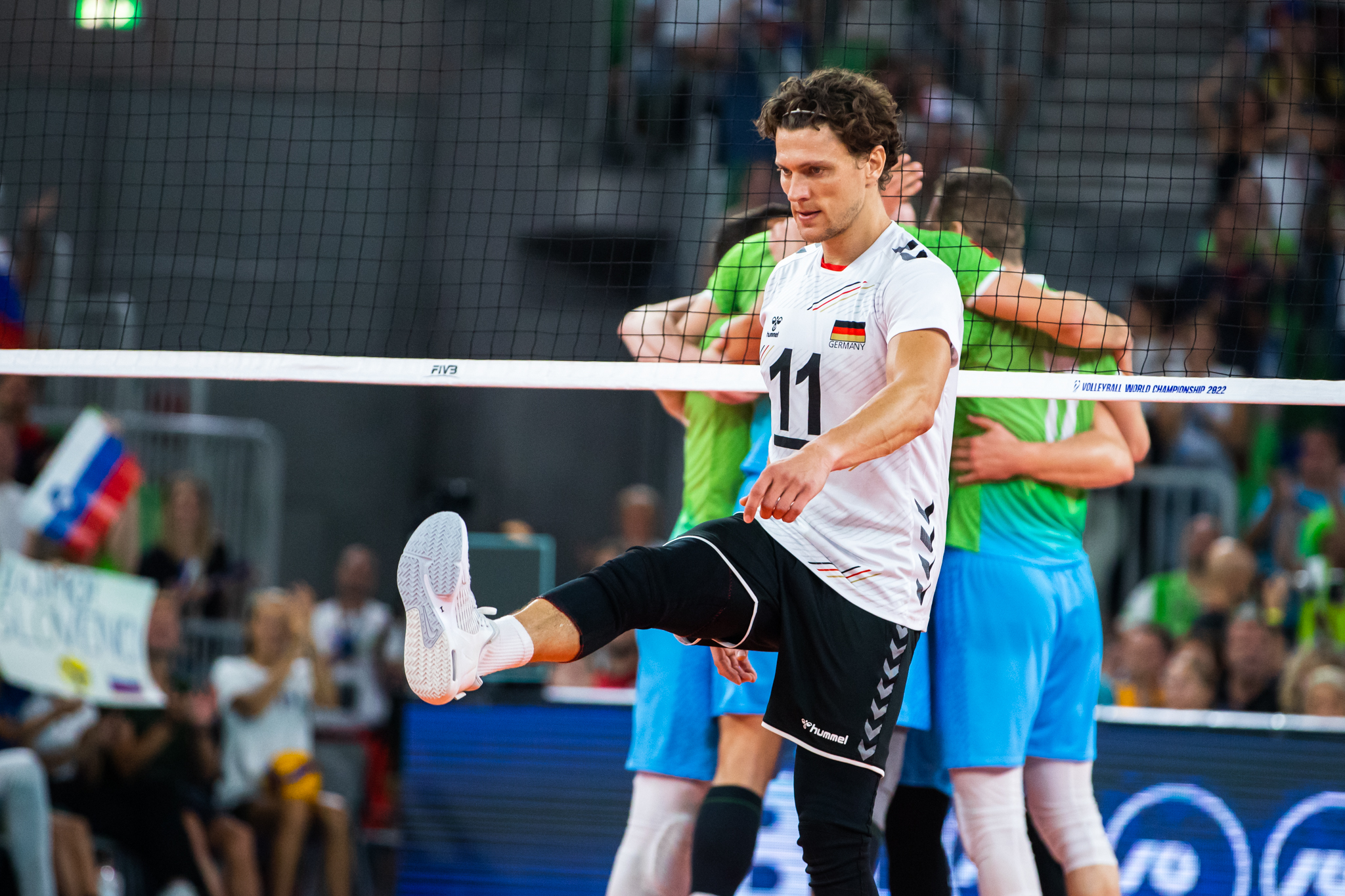
Lukas Kampa reprezentantem Niemiec na Mistrzostwach Świata 2022

Lukas Kampa (ur. 29 listopada 1986 w Bochum) – niemiecki siatkarz, reprezentant kraju, grający na pozycji rozgrywającego. Jego ojciec Ulrich, również był siatkarzem.
Od 2025 roku został rzecznikiem sportowym Niemieckiej Federacji Siatkówki.

## Kariera siatkarska
Karierę siatkarską rozpoczął w rodzinnym mieście w klubie VC Telstar Bochum. Następnie grał w kilku klubach w Niemczech jeszcze przed osiągnięciem kilku ważnych sukcesów z drużyną VfB Friedrichshafen. W 2009 i 2010 z zespołem wywalczył 2-krotnie mistrzostwo Niemiec. W zespole pełnił jednak funkcję drugiego rozgrywającego. W tym okresie rozpoczynał również grę w reprezentacji kraju.
W sezonie 2010/2011 wzmocnił klub VC Bottrop 90, w którym grał wraz ze swoim bratem Davidem i pomógł drużynie awansować do play-off. Potem przeniósł się do włoskiej Serie A, gdzie przez rok występował w Copra Elior Piacenza. W 2012 został zawodnikiem klubu Biełogorje Biełgorod, uczestniczącym w rozgrywkach rosyjskiej Superlidze. W nowym zespole zbudował dynamiczny duet z Georgiem Grozerem, zdobywając Puchar Rosji 2012. Po tym sukcesie przez krótki czas grał w Łokomotywie Charków, z którym wywalczył mistrzostwo Ukrainy. Następnie wrócił do Włoch, aby reprezentować barwy Casy Modena. W 2014 podpisał 2-letni kontrakt z Cerradem Czarnymi Radom, grającymi w polskiej PlusLidze. Od sezonu 2016/2017 do sezonu 2020/2021 występował w drużynie Jastrzębskiego Węgla. Od sezonu 2021/2022 jest zawodnikiem Trefla Gdańsk
W reprezentacji Niemiec rozegrał dotychczas ponad 100 meczów. W 2012 z drużyną narodową zajął 5. miejsce w Lidze Światowej, a sukces w tym samym roku powtórzył na igrzyskach olimpijskich w Londynie. W 2014 wywalczył z zespołem brązowy medal Mistrzostw Świata rozgrywanych w Polsce, a sam został uznany za najlepszego rozgrywającego turnieju.

## Życie prywatne
Urodził się 29 listopada 1986 w Bochum jako syn Ulricha Kampy i Sabiny Kampy. Ojciec był 100-krotnym reprezentantem kraju w piłce siatkowej, a matka również uprawiała ten sport, grając w VfL Telstar Bochum w 1.Lidze. Lukas Kampa ma siostrę Rebeccę i brata Davida, wieloletniego siatkarza w rozgrywkach 1. Bundesligi.

## Kariera klubowa
| Kariera juniorska         | Kariera juniorska             | Kariera juniorska | Kariera juniorska | Kariera juniorska | Kariera juniorska | Kariera juniorska | Kariera juniorska | Kariera juniorska | Kariera juniorska | Kariera juniorska |
| ------------------------- | ----------------------------- | ----------------- | ----------------- | ----------------- | ----------------- | ----------------- | ----------------- | ----------------- | ----------------- | ----------------- |
| Lata                      | Klub                          |                   |                   |                   |                   |                   |                   |                   |                   |                   |
|                           | VC Telstar Bochum             |                   |                   |                   |                   |                   |                   |                   |                   |                   |
|                           | SV Bayer Wuppertal            |                   |                   |                   |                   |                   |                   |                   |                   |                   |
|                           | TG 1862 Rüsselsheim           |                   |                   |                   |                   |                   |                   |                   |                   |                   |
|                           | Volleyball-Internat Frankfurt |                   |                   |                   |                   |                   |                   |                   |                   |                   |
| Kariera seniorska         |                               |                   |                   |                   |                   |                   |                   |                   |                   |                   |
| Lata                      | Klub                          |                   |                   |                   |                   |                   |                   |                   |                   |                   |
| 2006–2008                 | Moerser SC                    |                   |                   |                   |                   |                   |                   |                   |                   |                   |
| 2008–2010                 | VfB Friedrichshafen           |                   |                   |                   |                   |                   |                   |                   |                   |                   |
| 2010–2011                 | VC Bottrop 90                 |                   |                   |                   |                   |                   |                   |                   |                   |                   |
| 2011–2012 (od 17.12.2011) | Copra Elior Piacenza          |                   |                   |                   |                   |                   |                   |                   |                   |                   |
| 2012–2013 (od 01.2013)    | Biełogorje Biełgorod          |                   |                   |                   |                   |                   |                   |                   |                   |                   |
| 2013–2013 (do 01.2013)    | Łokomotyw Charków             |                   |                   |                   |                   |                   |                   |                   |                   |                   |
| 2013–2014                 | Casa Modena                   |                   |                   |                   |                   |                   |                   |                   |                   |                   |
| 2014–2016                 | Cerrad Czarni Radom           |                   |                   |                   |                   |                   |                   |                   |                   |                   |
| 2016–2021                 | Jastrzębski Węgiel            |                   |                   |                   |                   |                   |                   |                   |                   |                   |
| 2021–                     | Trefl Gdańsk                  |                   |                   |                   |                   |                   |                   |                   |                   |                   |

## Sukcesy klubowe
Mistrzostwo Niemiec:
- 2009, 2010

Puchar Rosji:
- 2012

Mistrzostwo Ukrainy:
- 2013

Mistrzostwo Polski:
- 2021
- 2017, 2019

## Sukcesy reprezentacyjne
Mistrzostwa Świata:
- 2014

Igrzyska Europejskie:
- 2015

Mistrzostwa Europy:
- 2017

## Nagrody indywidualne
- 2014: Najlepszy rozgrywający Mistrzostw Świata[3]
- 2020: Najlepszy rozgrywający Kontynentalnych kwalifikacji do Letnich Igrzysk Olimpijskich 2020
- 2020: Najlepszy siatkarz w Niemczech w 2020 roku